# Литейный проспект, 33
Дом, в котором в 1917—1918 гг. жил поэт С. А. Есенин, в 1922—1937 гг. — писатель К. А. Федин — памятник истории. Расположен в Санкт-Петербурге, современный адрес дома — Литейный проспект, 33.
Здание построено в 1830-х годах и перестроено (вероятно, с надстройкой этажа) в 1895 году по проекту П. И. Балинского. В оформлении обильно использована рустовка.
Ранее дом был доходным, среди его известных жильцов — Сергей Есенин, в честь чего в 1971 году была установлена мемориальная серогранитная доска с поясным портретом поэта. В конце 1980-х обсуждалась идея создания музея Есенина в этом здании. В 1982 году на здании была установлена ещё одна мемориальная доска, памяти К. А. Федина. С 1919 года в доме жил А. Н. Гарсоев.